# Reva Kay Williams
Reva Kay Williams és la primera dona afroamericana que es va doctorar en astrofísica a la Universitat de Toledo. És la primera persona en resoldre amb èxit el mecanisme de Penrose per extreure energia dels forats negres.

## Primers anys i educació
Williams va néixer a Memphis a l'estat de Tennessee (EUA). Es va traslladar a Chicago Illinois a l'edat de 6 anys i va estudiar a Malcolm X College, obtenint una A.A. en les arts liberals el 1977 i va ser votada estudiant graduada de l'any. Va estudiar astronomia a la Northwestern University, a Evanston, Illinois, on va obtenir una B.A. el 1980. Es va incorporar a la Indiana University Bloomington pel seu MA i doctorat, on va aconseguir el seu doctorat el 1991.

## Carrera
Williams va rebre una beca de postdoctorat de minories del Consell Nacional d'Investigació i es va mudar a la Universitat de Florida el 1993. Es va incorporar al Bennett College el 1998, va guanyar el Premi Bell Ringer Image Model i va ser professora associada d'astrofísica i directora del Centre per a les Dones i les ciències. El seu treball es considera el gravitomagnetisme. Va mirar el procés de dispersió de Penrose a l'ergosfera dels forats negres de Kerr. Això va formar part important de la seva recerca, buscant les fonts d'energia dels nuclis galàctics actius. Williams va ser la primera persona a desenvolupar el mecanisme Penrose dels forats negres. Els seus càlculs expliquen que els jets de forats negres s'emeten com a escapament de bobines de fotons i electrons com els tornados: els forats negres arrosseguen l'espaitemps en rotació prop dels seus nuclis, que també poden produir dolls desiguals. Va demostrar que l'efecte Lens-Thirring podria provocar altes energies i lluminositats. Es va interessar per les inestabilitats gravitàries i per la forma de matèria fosca de l'univers primerenc, però no va poder romandre a la Universitat de Florida després que finalitzés la beca postdoctoral. També va analitzar com es podien utilitzar els forats negres per alimentar ràfegues de raigs gamma. Es va esforçar per obtenir finançament per a la seva investigació quan la Universitat de Florida va decidir no donar suport a la recerca de física relativista i no va ampliar la seva beca. No obstant això, a través de les seves moltes adversitats i desafiaments com a dona astrofísica afroamericana, la Dra. Williams mai s'ha rendit i continua inspirant i servint com un model a seguir.
Des de 2009 ha estat professora ajudant d'investigació a la Universitat de Toledo. Se li va atorgar una beca de la National Science Foundation per estudiar l'estructura del jet i la generació d'energia dels quàsars i altres nuclis galàctics actius.
Aquest estudi combina simulacions de Monte Carlo amb la física dels forats negres de Kerr supermassius relativistes generals. Espera demostrar que els forats negres de Kerr poden proporcionar l'energia dels nuclis galàctics actius. També treballa en l'energia fosca i pot ser una manifestació de la gravetat.